# Falczewo
Falczewo (niem. Fauthshof) – wieś w Polsce położona w województwie warmińsko-mazurskim, w powiecie bartoszyckim, w gminie Bartoszyce. W latach 1975–1998 miejscowość administracyjnie należała do województwa olsztyńskiego.
W 1978 r. we wsi funkcjonowało 15 indywidualnych gospodarstw rolnych, obejmujących łącznie 102 ha. W tym czasie we wsi był zakład ślusarsko-kowalski, czynna była świetlica a ulice miały elektryczne oświetlenie. W 1983 r.w Falczewie było 9 domów i 56 mieszkańców.